# Florian Watzl
Florian Karl Watzl OCist (* 4. November 1870 in Aigen im Mühlkreis; † 11. Februar 1915 in Heiligenkreuz) war ein österreichischer römisch-katholischer Theologe, Stiftsarchivar des Stifts Heiligenkreuz und Kirchengeschichtler.

## Leben und Werk
Florian Watzl wuchs in einer Pfarrei der Prämonstratenser auf. Nach seiner Matura am Staatsgymnasium Linz schickte ihn ein Chorherr des Stiftes Schlägl nach Heiligenkreuz, wo er am 24. August 1889 sein Noviziat antrat und am 25. Juli 1894 zum Priester geweiht wurde. Abt Gregor Pöck fungierte als sein Primizprediger.
Von 1894 bis 1900 war Watzl Lehrer am Heiligenkreuzer Knabenkonvikt, 1902 wurde er durch den neu erwählten Abt Gregor Pöck zu seinem Amtsnachfolger in Bibliothek und Archiv des Stifts bestellt.
Nach seiner Promotion zum Dr. phil. 1903 war er ab 1904 Dozent für Christliche Kunstgeschichte, Kirchengeschichte, Kirchenrecht sowie zeitweise Neues Testament am Institutum Theologicum in Heiligenkreuz. 1905 bis 1906 hielt sich Watzl zur Forschung in Rom am Campo Santo Teutonico auf.
Er war Mitglied des Instituts für Österreichische Geschichtsforschung an der Universität Wien und gehörte der Österreichischen Leo-Gesellschaft an, in deren Auftrag er an den päpstlichen Kameralien im 13. Jahrhundert forschte. Im Herbst 1914 mit Speiseröhrenkrebs diagnostiziert, war Florian Watzl bis kurz vor seinem Tod Festprediger und hielt seine letzte Predigt am 11. Februar 1915.